# Clara van Molle
Clara Van Molle (ca. 1590 – ca. 1670) was één van de auteurs van het 17e-eeuwse kookhandschrift “Handboek van Clara Van Molle”. Van Molle was vermoedelijk afkomstig uit de brede regio rond Gent. Het merendeel van haar leven (1605 – 28 januari 1667) woonde Van Molle op het Antwerpse begijnhof tussen de Paardenmarkt, de Ossenmarkt en de Roystraat (nu de Rodestraat).

## Handboek van Clara Van Molle
Het handboek werd tussen circa 1600 en 1730 geschreven. Op de rug van de band van het handschrift staat de tekst “anno 1600”. De meest recent vermelde datum is 11 augustus 1714: Tot godts meerder deel en glorie / remedien van Anneken de duijtsch getoust / op geschreven heden wesende 11 augustus 1714 Voor schellen op d’oogen. Het teruggevonden watermerk (een gekroond kruis van Lotharingen met tweemaal de letter C in spiegelbeeld) bevestigt dat het gebruikte papier uit de eerste helft van de 17e-eeuw afkomstig is. Vermeldingen van de Antwerpse Korenmarkt en "Onze Lieve Vrouwe van Antwerpen" doen vermoeden dat het handschrift in Antwerpen werd geschreven.
De titel van het handschrift “Handboek van Clara van Molle” werd op het schutblad genoteerd in een 19e-eeuws handschrift. De inhoud van het handboek is uiteenlopend: Franse en Nederlandse filosofische teksten, tekeningen, uitspraken over eten, een Latijnse tekst over Balbus Questor, recepten voor vuurwerk, medische recepten, recepten voor drank, spreuken en een kookboek (Cock Boeck) met eigen foliering van 1r tot en met 32v.
Naast stukken tekst geschreven en ondertekend door Clara Van Molle, zijn er stukken die ondertekend zijn door Anna en Maria Van Molle. De relatie tussen Clara, Anna en Maria is onduidelijk. Maria Van Molle wordt echter vermeld in het begrafenisregister van het begijnhof. Maria is ingetreden in 1561 en is op 25 augustus 1617 op het begijnhof overleden. Het kookboek werd echter nog door een andere persoon dan Clara, Anna of Maria geschreven en is niet ondertekend.

## Cock Boeck
In totaal omvat het Cock Boeck 32 folio’s en 129 ongenummerde recepten hoofdzakelijk voor taart, fruit en vleesbereidingen. Sommige recepten werden wellicht overgeschreven uit andere kookboeken zoals Opera dell’arte del cucinare van Bartolomeo Scappi (circa 1500 - 13 april 1577), het receptenboek van kasteel Barlo in Nederlands Limburg en een Antwerps receptenboekje uit circa 1575-1625 door historicus Jan Lindemans in 1960 vertaald.